# 皮德吉爾涅 (別爾哥羅德-德涅斯特羅夫斯基區)
46°15′36″N 30°1′20″E / 46.26000°N 30.02222°E
皮德希爾內（烏克蘭語：Підгірне）是位於烏克蘭西南部的村莊，由敖德萨州裡比爾霍羅德-德涅斯特羅夫斯基區的舊科扎切市鎮負責管轄。該村始建於1905年，面積1.73平方公里，2001年人口644，人口密度每平方公里372.25人。